# Episodi di Shameless (serie televisiva 2004) (terza stagione)
La terza stagione della serie televisiva Shameless, composta da 8 episodi, è stata trasmessa in prima visione assoluta nel Regno Unito da Channel 4 dal 10 gennaio al 21 febbraio 2006.
In Italia la stagione è stata trasmessa in prima visione dal canale satellitare Jimmy.
| nº | Titolo originale      | Titolo italiano | Prima TV UK      | Prima TV Italia |
| -- | --------------------- | --------------- | ---------------- | --------------- |
| 1  | Liamday               |                 | 3 gennaio 2006   |                 |
| 2  | Dark Friends          |                 | 10 gennaio 2006  |                 |
| 3  | Baby                  |                 | 17 gennaio 2006  |                 |
| 4  | Benefit Fraud         |                 | 24 gennaio 2006  |                 |
| 5  | Old Flame             |                 | 31 gennaio 2006  |                 |
| 6  | In with the Maguire's |                 | 7 febbraio 2006  |                 |
| 7  | Act Your Age          |                 | 14 febbraio 2006 |                 |
| 8  | The Wedding           |                 | 21 febbraio 2006 |                 |